# 环州乡
环州乡，是中华人民共和国云南省楚雄彝族自治州武定县下辖的一个乡镇级行政单位。

## 行政区划
环州乡下辖以下地区：
环州村、乔山村、涛谷村、五谷箐村、大雪坡村、千则古村、他贞村和拉务村。